# Paraschistura lepidocaulis
Paraschistura lepidocaulis är en fiskart som först beskrevs av Mirza och Nalbant, 1981.  Paraschistura lepidocaulis ingår i släktet Paraschistura och familjen grönlingsfiskar. Inga underarter finns listade i Catalogue of Life.